# Вулиця Козака Бабури (Запоріжжя)
Вýлиця Козакá Бабýри — вулиця в Хортицькому районі міста Запоріжжя. Розташована на околицях району та перетинає головний проспект району — Ювілейний.

## Історія
До 19 лютого 2016 року носила назву Жукова. Нову назву вулиця отримала в рамках виконання Закону України від 09 квітня 2015 року № 317-VIII «Про засудження комуністичного і націонал-соціалістичного (нацистського) тоталітарних режимів в Україні і заборона їх символіки» на підставі розпорядження міського голови Володимира Буряка «Про перейменування топонімів міського підпорядкування і демонтажі об'єктів монументального мистецтва».

## Назва
Існує легенда-переказ, згідно з якою сьогоднішня місцевість отримала свою назву від прізвища козака Бабури, який проживав тут наприкінці XVIII століття. Ім'ям козака Бабури також неофіційно називають цілий Хортицький район, завдяки неподалік розташованого села з однойменною назвою. Після ліквідації Запорізької Січі в 1775 році Іван Бабура (є також інша персоналія з подібним ім'ям — Іван Бабурка, мінський бурмістр, перша згадка про якого датується 1592 роком) перейшов на службу в російську армію та в 1777 році отримав як рангову дачу 3882 десятини землі (приблизно 4241 га). З того часу балка, що охоплює крайню південну частину сучасного Хортицького району, стала називатися Бабурською. До цього вона називалася Середньо-Хортицькою (за назвою річки). А річка — Бабуркою (попередня назва Середньо-Хортицька).

## Опис
Вулиця Козака Бабури розташована на околиці Хортицького району Запоріжжя. Її довжина складає близько 1 км. Починається вулиця від автобусного парку ТОВ «СтарАвто». Далі розташовані Державний навчальний заклад «Запорізький Будівельний Центр професійно-технічної освіти», гуртожиток цього навчального закладу, багатоповерхові гуртожитки (буд. № 3 та 10), багатоповерхові житлові будинки (№ 5, 14, 18, 20), дитячі дошкільні заклади — «Смородинка» (буд. № 16) та «Малинка» (буд. № 18А), багатопрофільна лікувальна клініка «Діасервіс» (буд. № 9), гаражний кооператив «Співдружність-93» (буд. № 7), автостоянка, насосна станція Хортицького району. Вулиця закінчується перехрестям з вулицею Новгородською. Вздовж та неподалік вулиці розташовані спортивні майданчики, зупинка громадського транспорту (автобусні маршрути № 36 та 49А), автозаправна станція WOG, продуктовий магазин «Бридж» та інші об'єкти.

## Світлини

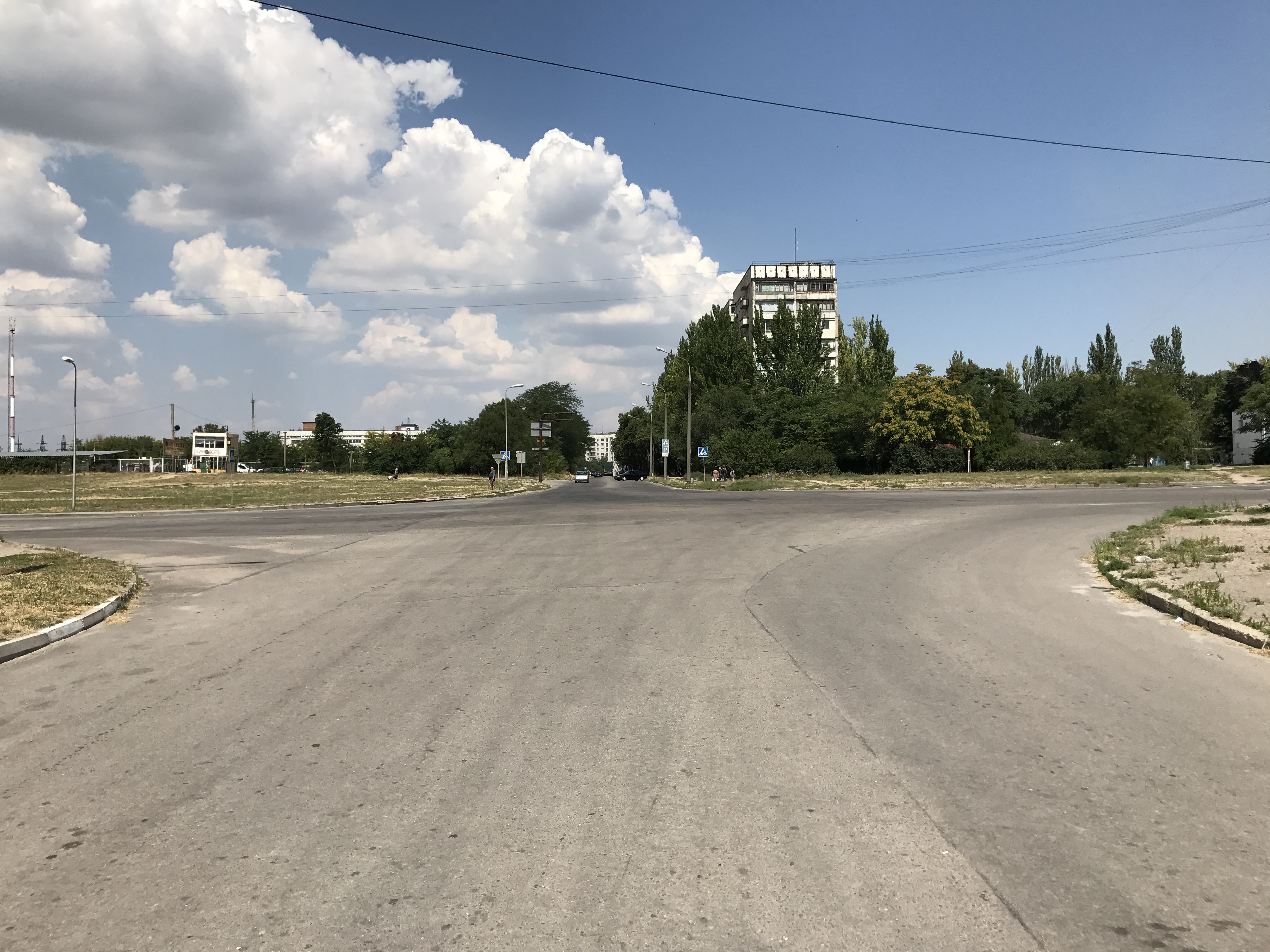
Перехрестя вулиці Козака Бабури з проспектом Ювілейним, липень 2017
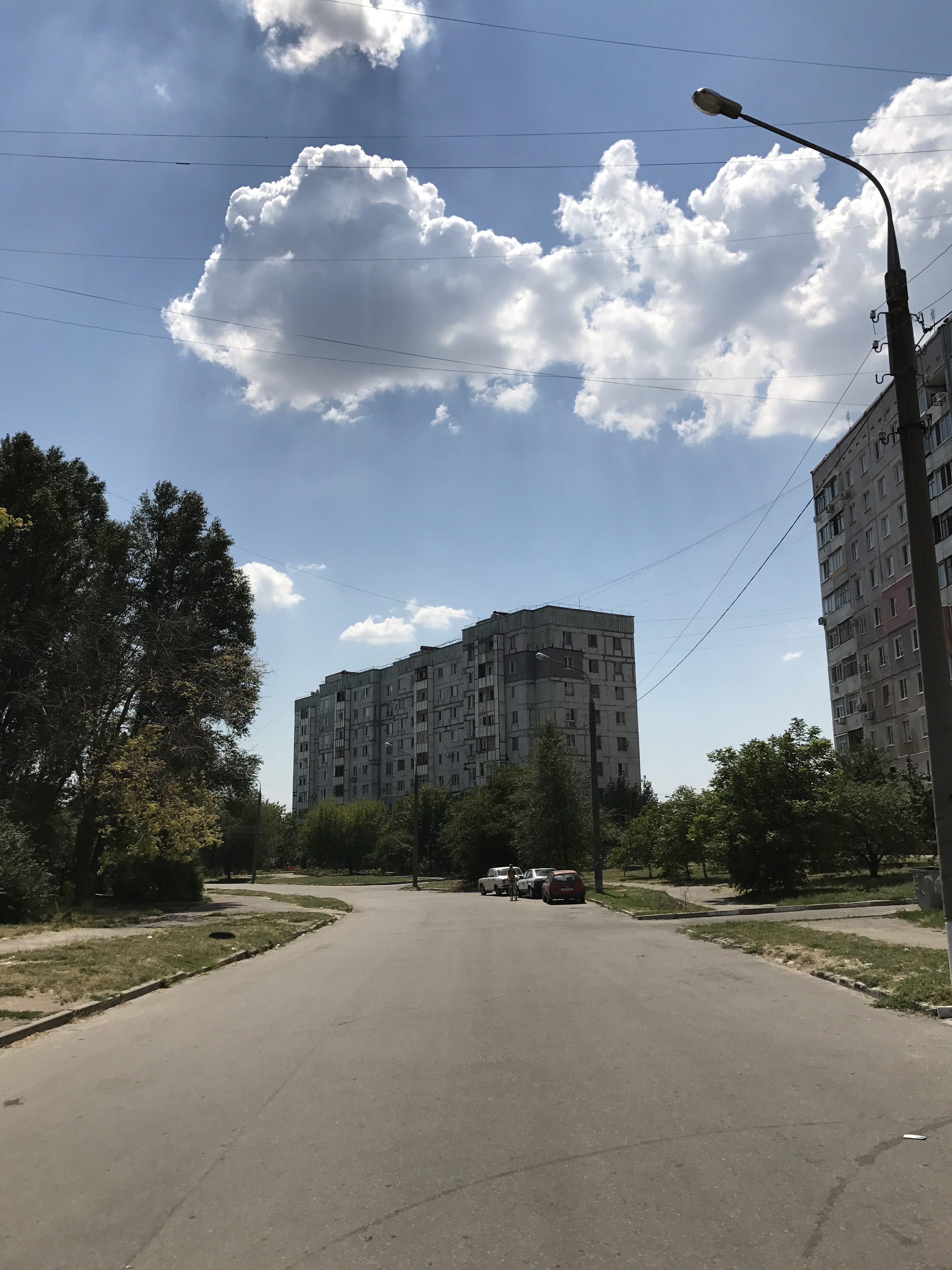
Вигляд на вулицю Козака Бабури, липень 2017
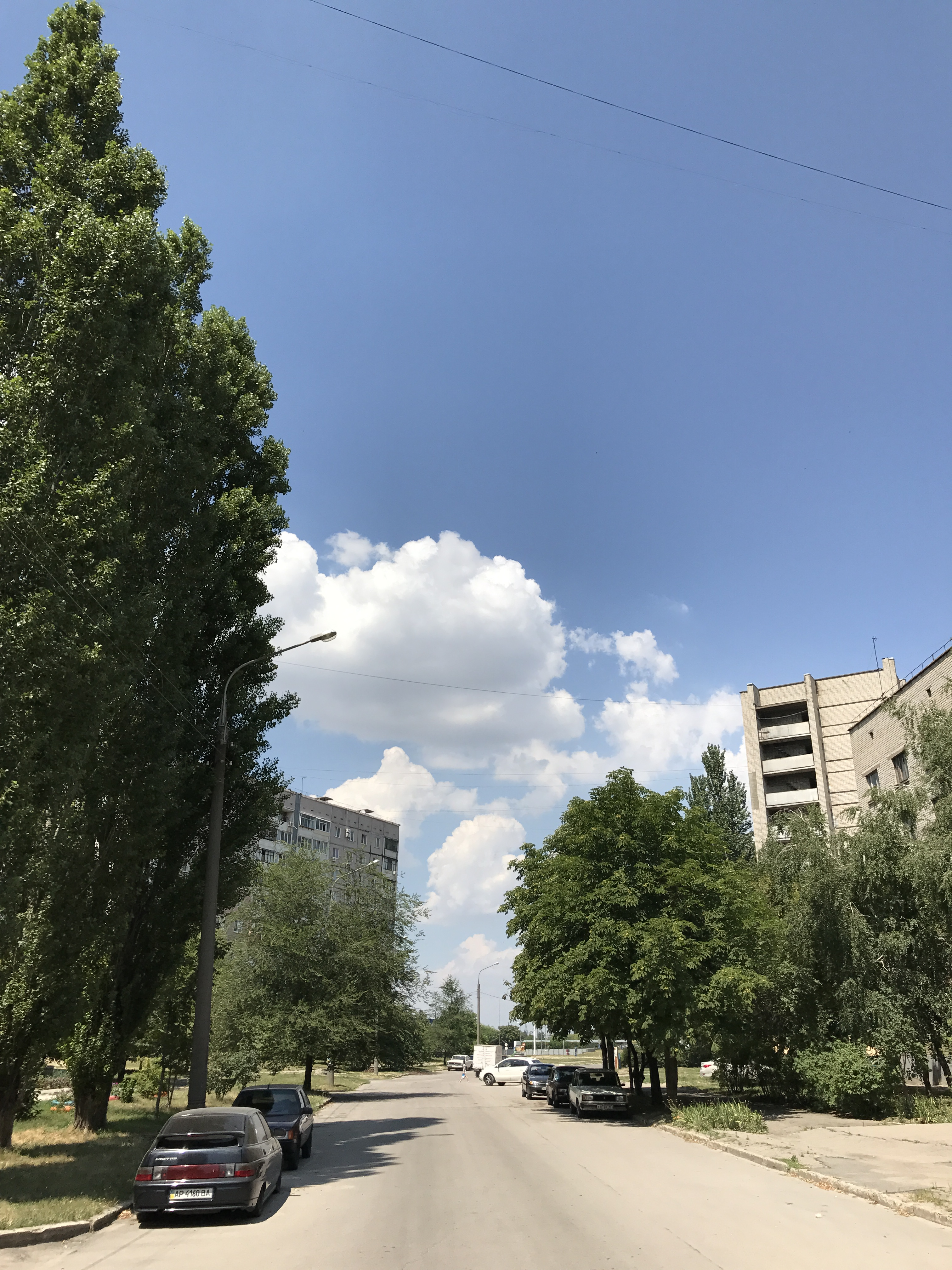
Загальний вигляд на вулицю Козака Бабури, липень 2017
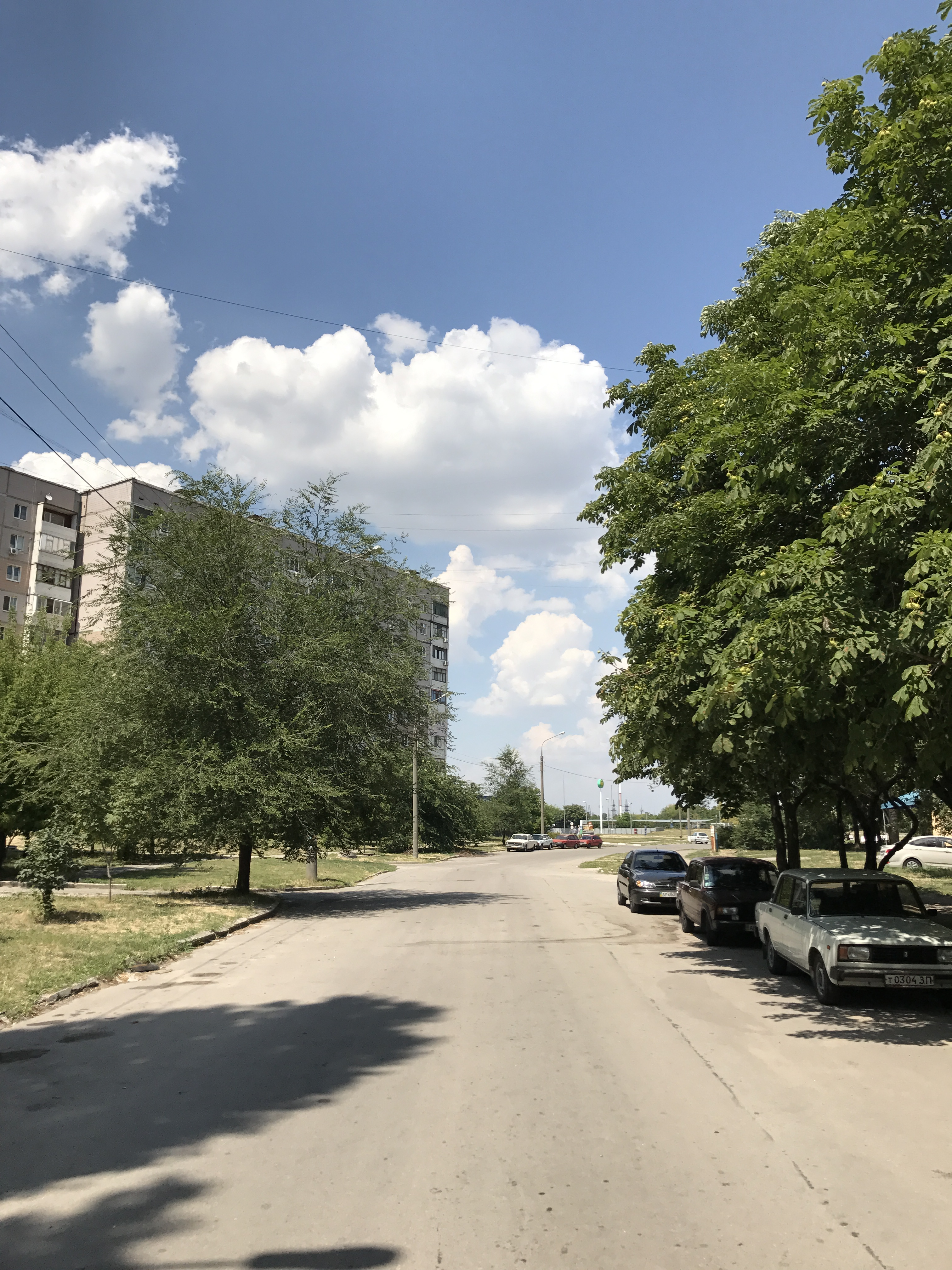
Вигляд з іншого боку на вулицю Козака Бабури, липень 2017
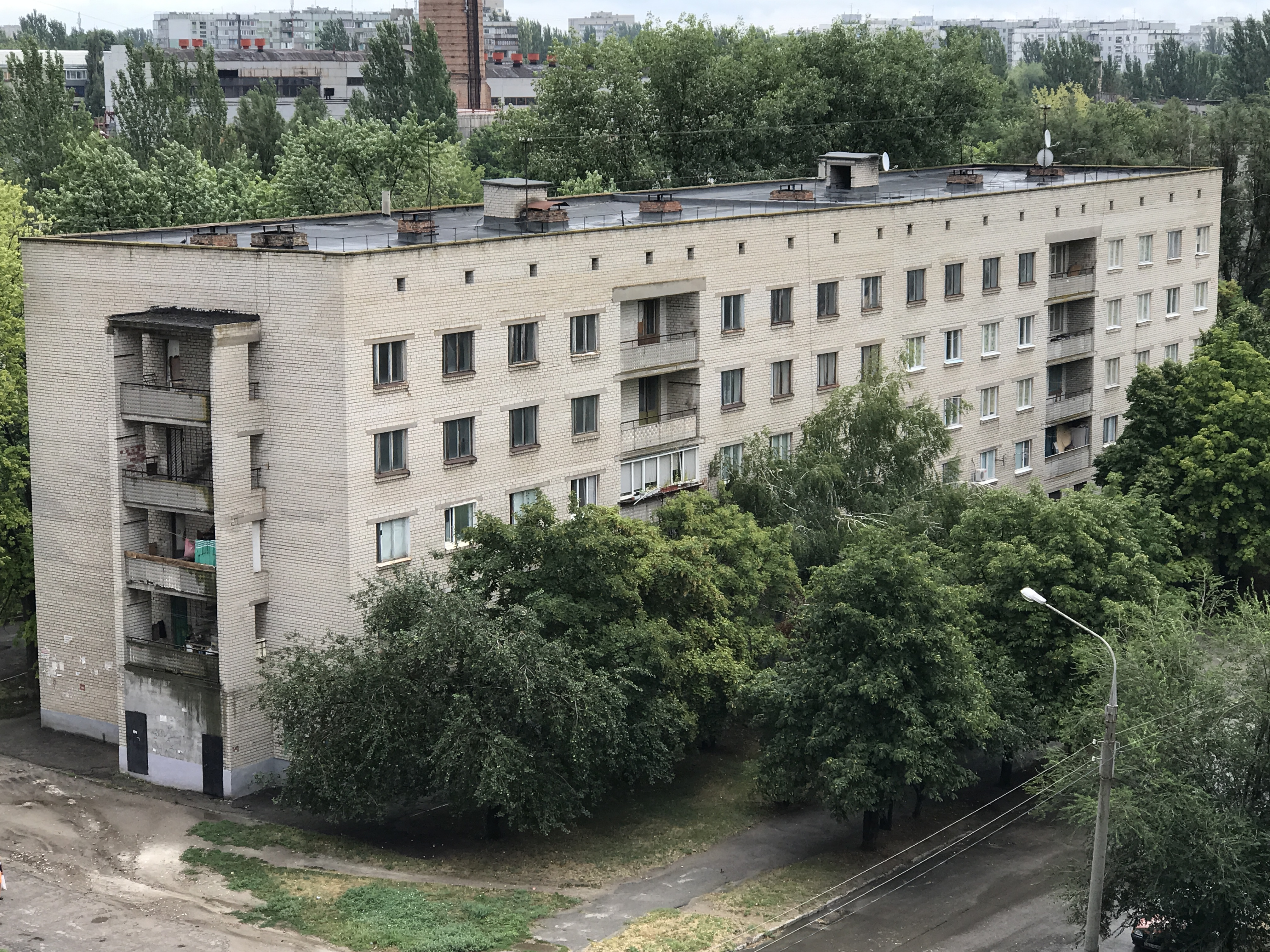
Гуртожиток Державного Навчального Закладу «Запорізький Будівельний Центр Професійно-Технічної Освіти». Вид зверху.
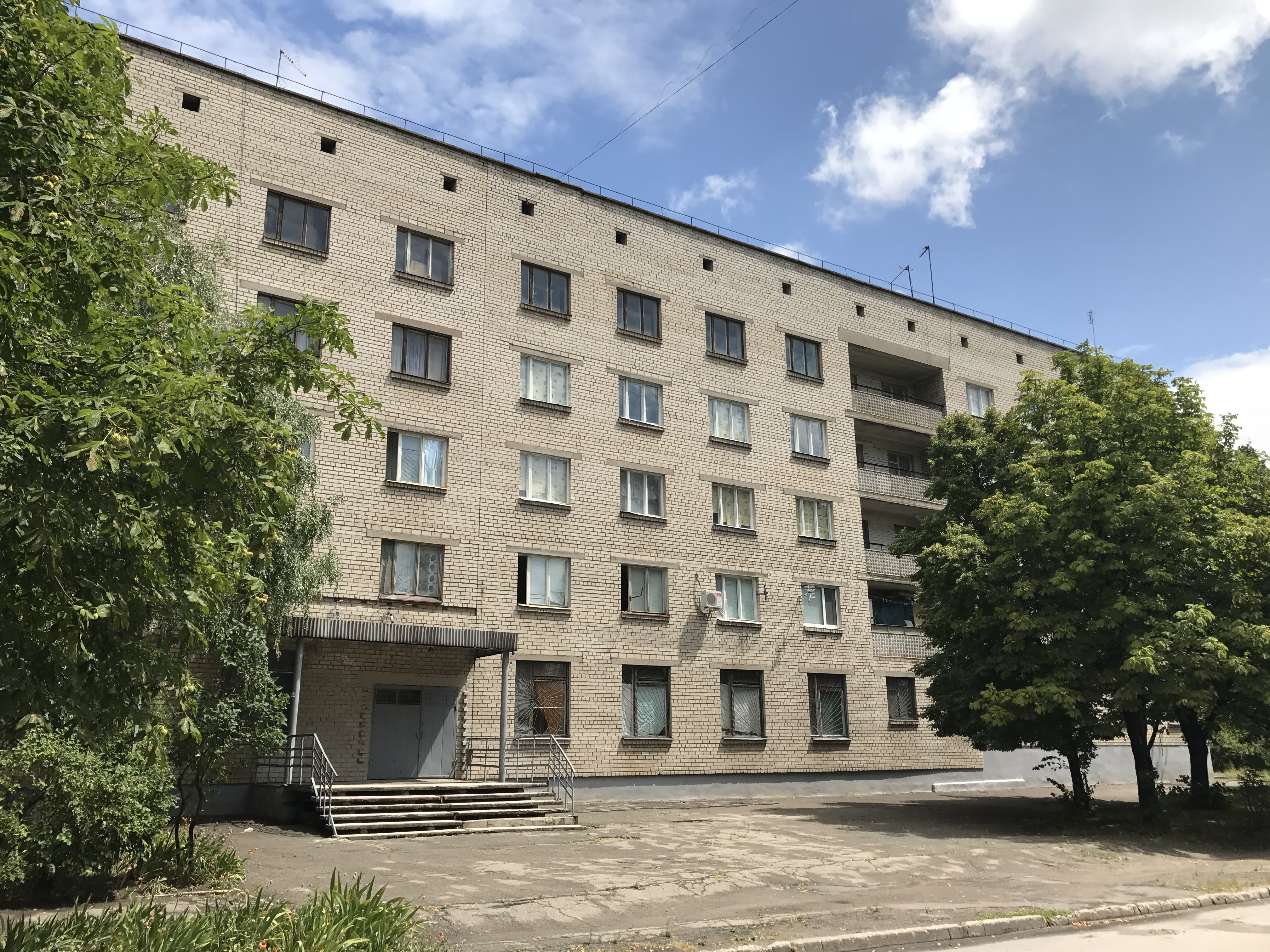
Гуртожиток Державного Навчального Закладу «Запорізький Будівельний Центр Професійно-Технічної Освіти»
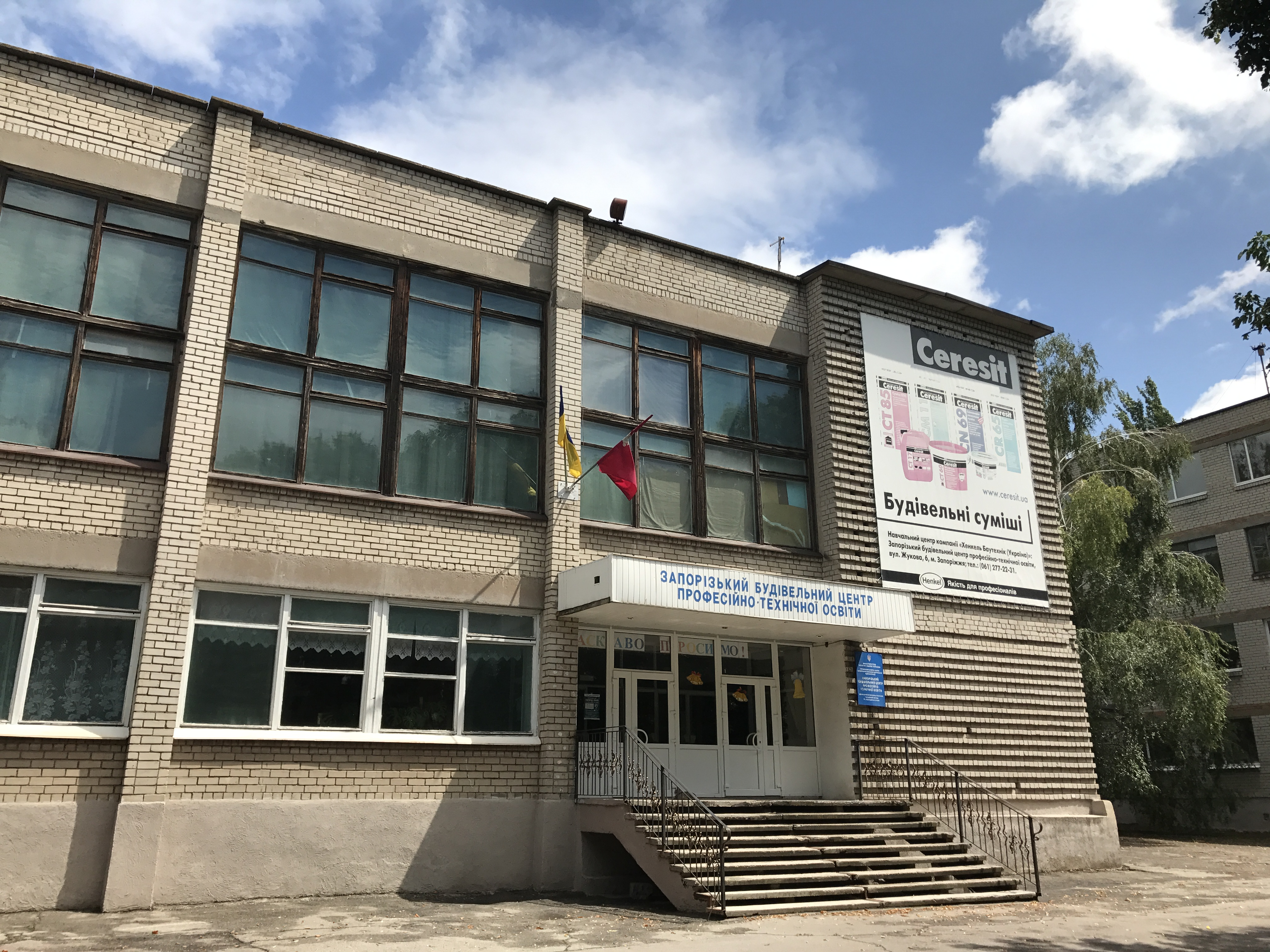
Державний Навчальний Заклад «Запорізький Будівельний Центр Професійно-Технічної Освіти»
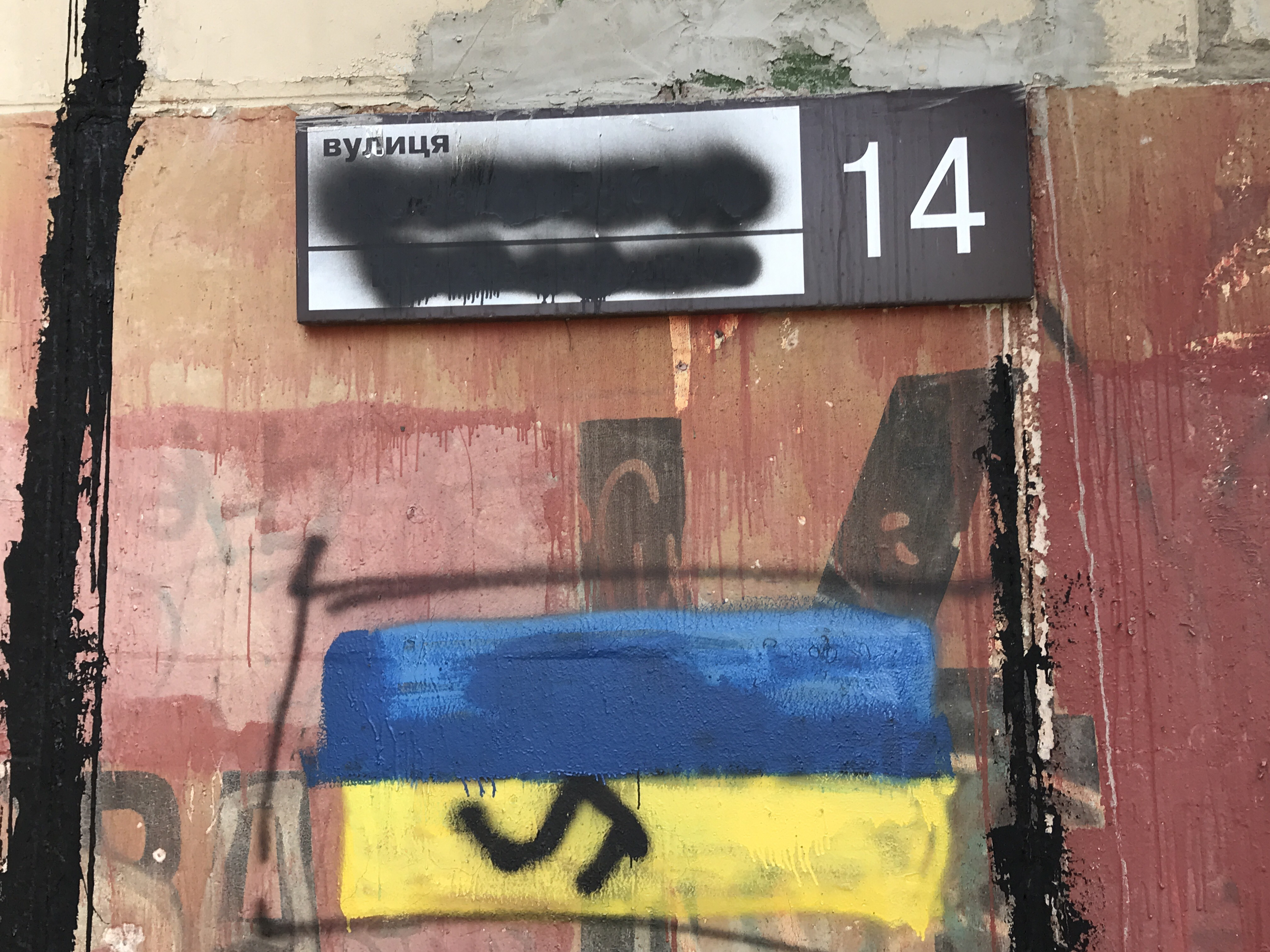
Один з замальованих нових вказівників на вулиці Козака Бабури в Запоріжжі. Акт вандалізму, серпень 2018.